# Макієнко Олексій Анатолійович
Макієнко Олексій Анатолійович (*26 липня 1978 р., м. Херсон Херсонської обл.) — український історик, краєзнавець, голова Херсонської обласної організації Національної спілки краєзнавців України, член Правління Національної спілки краєзнавців України.

## Біографія
1995–2000 — навчався на історичному факультеті Херсонського державного педагогічного університету.  
1999–2007 — викладач, 2007–2008 — старший викладач, 2008 — доцент кафедри історії України Херсонського державного університету.   
2008–2009 — старший науковий співробітник Українського науково-дослідного інституту архівної справи та документознавства.   
2008–2011 — докторант, 2011–2014 — старший науковий співробітник Інституту української археографії та джерелознавства імені М. С. Грушевського НАН України.  
З 2015 — доцент кафедри туризму Херсонського державного університету.   
З 2021 — старший науковий співробітник Обласної інспекції з питань охорони пам'яток історії та культури при Херсонській обласній державній адміністрації (за сумісництвом).   

## Наукова діяльність
До сфери наукових інтересів належать питання історії України, краєзнавства, джерелознавства, археографії, архівної справи, біографістики, туризмознавства. Автор понад 100 наукових і науково-методичних праць.
Упродовж 2001–2004 років виконував обов'язки помічника декана з наукової роботи на історичному факультеті ХДУ. 
У 2006 році в спеціалізованій вченій раді Харківського національного університету імені В. Н. Каразіна захистив кандидатську дисертацію на тему «Розвиток земської статистики в Херсонській губернії».
Заступник головного редактора електронного наукового збірника "Туризм і краєзнавство". 
Член Консультативної ради з питань охорони культурної спадщини при Херсонській обласній державній адміністрації. 
Член Обласної координаційної ради з питань розвитку рекреаційно-курортного комплексу та туризму при Херсонській обласній державній адміністрації 
Член Херсонської обласної науково-редакційної робочої групи з підготовки матеріалів до Всеукраїнського науково-просвітницького, історико-краєзнавчого проекту "Місця пам'яті Української революції 1917-1921 років"  [Архівовано 17 листопада 2019 у Wayback Machine.]

## Громадська діяльність
У 2008–2016 роках — член правління, з 2016 — голова Херсонської обласної організації Національної спілки краєзнавців України. Делегат IV–VI з'їздів НСКУ. З 2017 — член Правління НСКУ, секретар комісії з туристичного краєзнавства  [Архівовано 18 квітня 2018 у Wayback Machine.]. 
Координатор проєкту "Мандруймо Херсонщиною" [Архівовано 17 листопада 2019 у Wayback Machine.].

## Наукові публікації

### Науково-довідкові та археографічні видання
- Українська архівна енциклопедія / Держкомархів України, УНДІАСД. Ред. кол.: Матяш І. Б. (голова) та ін. Київ: Видавництво "Горобець", 2008. 881 с. (у співавт.)
- Діяльність земських установ на Херсонщині. 1865-1920: збірник документів / Державна архівна служба України; Державний архів Херсонської області; уклад.: В.Лебідь (кер. проекту), О. Макієнко, І. Сінкевич, О. Шинкаренко; передмова та коментарі: О. Макієнко. Херсон, 2015. 636 с.: іл. (упоряд., у співавт.)
- Літопис Національної спілки краєзнавців України: 2008–2018 рр. До 10-річчя надання Спілці краєзнавців статусу національної [Архівовано 18 травня 2022 у Wayback Machine.] / Л. Бабенко та ін.; за заг. ред. О. Реєнта. Київ: НСКУ, 2018. 500 с. (у співавт.)

### Документальні публікації
- Жандармський офіцер про український національний рух у Херсонській губернії. Південний архів. Історичні науки: зб. наук. праць. Херсон, 2003. Вип. 10. С. 45-51.
- В.І. Кедровський про Херсон 1917 року (маловідоме джерело з історії революційних подій на Херсонщині). Південний архів. Історичні науки: зб. наук. праць. Херсон, 2003. Вип. 12. С. 88-110.
- Листи А. М. Грабенка до Г. А. Коваленка. Південний архів. Історичні науки: зб. наук. праць. Херсон, 2004. Вип. 17. С. 6-14.
- Листування Олександра Русова з Олександром Лашкевичем. Архіви України. 2005. № 5-6. C. 32-48.
- Документальна спадщина установ м. Херсона у реаліях постреволюційної доби (перша половина 1920-х років). Пам’ятки: археографічний щорічник. К., 2009. Т. 10. [Архівовано 21 січня 2022 у Wayback Machine.] С. 77-93.
- Маловідоме джерело з історії земських архівів в Україні. Пам’ятки: археографічний щорічник. Київ, 2010. Т. 11. [Архівовано 21 січня 2022 у Wayback Machine.] С. 139-150.
- На сторожі архівної спадщини: сторінки історії Лебединського архівного гуртка (20-ті рр. XX ст.) [Архівовано 6 березня 2022 у Wayback Machine.]. Пам’ятки: археографічний щорічник. К., 2011. Т. 12. С. 71-81.

### Основні статті
- Б. Д. Грінченко на Херсонщині: маловідомі сторінки біографії українського діяча. Студії з архівної справи та документознавства. Київ, 2003. Т. 10. С. 168-172.
- Земські статистичні описи Херсонської губернії як джерело вивчення демографічної ситуації на Півдні України у 80-х роках XIX ст. Південний архів. Історичні науки: зб. наук. праць. Херсон, 2003. Вип. 11. С. 11-24. (у співавт.).
- Олександр Русов – організатор земської статистики в Херсонській губернії. Україна соборна: зб. наук. ст. Київ, 2005. Вип. 2. Ч. ІІІ. С. 115-125.
- Діячі Херсонського земства: Олександр Олександрович Русов. Південний архів. Історичні науки: зб. наук. праць. Херсон, 2007. Вип. 26. С. 187-194.
- Концепція «обласництва» у статистичних дослідженнях Херсонського земства. Наукові праці історичного факультету Запорізького державного університету. Запоріжжя, 2007. Вип. ХХІ. С. 103-107.
- Андрій Михайлович Грабенко: віхи громадсько-політичної діяльності [Архівовано 17 листопада 2019 у Wayback Machine.]. Константи: альманах соціальних досліджень. Херсон, 2007. №1(13). С. 89-99.
- Теоретичні та методологічні проблеми земської статистики у працях службовців-статистиків Херсонського земства [Архівовано 5 березня 2022 у Wayback Machine.]. Південний архів. Історичні науки: зб. наук. праць. Херсон, 2008. Вип. 28-29. С. 236-247.
- Архів Херсонського губернського земства: формування, склад, історична доля [Архівовано 29 березня 2017 у Wayback Machine.]. Архіви України. 2009. № 6. С. 116-127.
- Організація архівної справи в земствах України (друга половина XIX – початок XX ст.). Студії з архівної справи та документознавства. Київ, 2010. Т. 18. С. 7-14.
- Організація служби діловодства в земських управах на території України [Архівовано 18 березня 2022 у Wayback Machine.] (друга половина XIX – початок XX ст.). Історичний архів. Наукові студії. Миколаїв, 2010. Вип. 5. С. 18-22.
- Біля витоків земської періодики в Україні: «Сборник Херсонского земства» (1868-1906)» [Архівовано 17 листопада 2019 у Wayback Machine.]. Проблеми історії України XIX – початку XX ст.: зб. наук. праць. Київ, 2011. Вип. XIX. С. 418-428.
- Взаємодія земств і губернських учених архівних комісій у збереженні культурної спадщини України (кінець XIX – початок XX ст.) [Архівовано 17 листопада 2019 у Wayback Machine.]. Чорноморський літопис. Миколаїв, 2011. Вип. 3. С. 32-35.
- Колекції земських видань у бібліотечних зібраннях державних архівів України: походження, склад, історична доля [Архівовано 5 березня 2022 у Wayback Machine.]. Гуржіївські історичні читання: Зб. наук. праць. Черкаси, 2011. Вип. 4. С. 51-54.
- Видавнича діяльність земських установ в Україні (друга половина XIX – початок XX ст.). Наддніпрянська Україна: історичні процеси, події, постаті: зб. наук. праць. Дніпропетровськ, 2012. Вип. 10 [Архівовано 10 січня 2020 у Wayback Machine.]. С. 212-223.
- Описи фондів земських установ у державних архівах України: історія створення й інформаційне значення [Архівовано 6 березня 2022 у Wayback Machine.]. Історичний архів. Наукові студії. Миколаїв, 2012. Вип. 8. С. 114-122.
- Документальное наследие земских учреждений в Украине: проблемы научной реконструкции. Актуальные проблемы источниковедения: материалы Междунар. науч.-практ. конф.к 135-летию со дня рождения В. И. Пичеты (Минск-Витебск, 9-11 октября 2013 г.). Витебск, 2013. С. 32-36.
- Формирование архивной службы в системе земских учреждений на территории Украины (вторая половина XIX – начало XX ст.). Гістарычна-археалагічны зборнік. Мінск, 2014. Вып. 29 [Архівовано 22 грудня 2018 у Wayback Machine.]. С. 157-163.
- Материалы земской статистики в архивных и библиотечных собраниях Украины: проблемы и перспективы научного исследования [Архівовано 17 листопада 2019 у Wayback Machine.]. Крыніцазнаўства і спецыяльныя гістарычныя дысцыпліны: навук. зб. Мінск, 2014. Вып. 9. С. 73-85.
- Делопроизводственная практика земских учреждений в Украине (вторая половина XIX – начало XX ст.). Беларускі археаграфічны штогоднік. Мінск, 2014. Вып. 15. С. 238-246.
- Роль Особливої Всеукраїнської архівної комісії та її місцевих інституцій у розвитку архівної справи в регіонах України [Архівовано 6 березня 2022 у Wayback Machine.]. Студії з архівної справи та документознавства. Київ, 2015. Т. 22/23. С. 33-45.
- Формування фондів земських установ у державних архівах України [Архівовано 17 листопада 2019 у Wayback Machine.]. Архів. Історія. Сучасність. Одеса, 2016. Т. XLV. Вип. 2. С. 185-193.
- Революція і земство на Херсонщині: від революційного романтизму до державницького прагматизму (березень 1917 р. – травень 1918 р.). Минуле і сучасність: Херсонщина. Таврія. Каховка: зб. матеріалів II Всеукр. наук.-практ. краєзн. конф. (14-15 вересня 2017 р. ). Каховка-Херсон, 2017. [Архівовано 25 жовтня 2018 у Wayback Machine.] С. 114-117.
- Актуальні проблеми туристичного освоєння козацької спадщини на Херсонщині. Запорозькі Кам’янська й Олешківська січі та Кримське ханство в культурно-історичній спадщині України: матеріали Всеукр. наук.-практ. конф., м. Херсон, 18-19 квітня 2019 р. Херсон, 2019. С. 61-69.
- Використання козацької спадщини у формуванні територіального туристичного продукту Херсонщини. Історико-культурний туризм: український та світовий досвід: зб. матеріалів Міжнар. наук. конф. (Київ, 5 квітня 2019 р.). К., 2019. [Архівовано 17 січня 2021 у Wayback Machine.] С. 278-285.
- Міфодизайн як інструмент розвитку туристичної дестинації. Проблеми і тенденції розвитку сучасної економіки в умовах інтеграційних процесів: теоретичні та практичні аспекти: матеріали IV Міжнарод. наук.-практ. конф., м. Херсон, 17-18 жовтня 2019 р. Херсон, 2019. С. 441-442.
- Використання технологій міфодизайну у формуванні туристичного іміджу територій. Проблеми і тенденції розвитку сучасної економіки в умовах інтеграційних процесів: теоретичні та практичні аспекти: матеріали V Міжнар. наук.-практ. конф. (Херсон, 15-16 жовтня 2020 р.). Херсон, 2020. С. 125-129.

## Відзнаки
- Грамота Херсонського державного педагогічного університету (2002)
- Почесна грамота Херсонського державного університету (2007)
- Лауреат премії імені Василя Веретеннікова Державної архівної служби України (2015)
- Грамота Національної спілки краєзнавців України (2016)
- Подяка Президії Національної спілки краєзнавців України (2018)
- Почесна грамота Національної спілки краєзнавців України (2019)
- Подяка міського голови Херсона (2020)
- Грамота управління освіти і науки Херсонської обласної державної адміністрації (2021)
- Почесна грамота голови Херсонської обласної ради (2021)